# Dzjanis Ščarbicki
Dzjanis Mikalaevič Ščarbicki (in bielorusso Дзяніс Мікалаевіч Шчарбіцкі?; Minsk, 14 aprile 1996) è un calciatore bielorusso, portiere dell'Ural.

## Palmarès

### Club

#### Competizioni nazionali
- Campionato bielorusso: 4

BATĖ Borisov: 2015, 2016, 2017, 2018
- Coppa di Bielorussia: 2

BATĖ Borisov: 2019-2020, 2020-2021
- Supercoppa di Bielorussia: 4

BATĖ Borisov: 2015, 2016, 2017, 2022